# 伊諾克維爾 (北卡羅萊納州)
伊諾克維爾（英語：Enochville）是位於美國北卡羅萊納州羅恩縣的普查規定居民點。

## 人口
根據2020年美國人口普查的數據，伊諾克維爾的面積為12.20平方千米，當中陸地面積為11.60平方千米，而水域面積為0.00平方千米。當地共有人口2893人，而人口密度為每平方千米237.13人。